# سابا لاسلو (لاعب كرة قدم)
سابا لاسلو (بالمجرية: László Csaba)‏ هو مدرب كرة قدم ولاعب كرة قدم روماني، ولد في 13 فبراير 1964 في Odorheiu Secuiesc ‏ في رومانيا. لعب مع نادي أوردينغن 05.

## وصلات خارجية
- سابا لاسلو على موقع قاعدة بيانات كرة القدم.إي يو (الإنجليزية)
- سابا لاسلو على موقع Soccerbase.com (مدرب) (الإنجليزية)
- سابا لاسلو على موقع Soccerway.com (الإنجليزية)
- سابا لاسلو على موقع عالم كرة القدم.نت (الإنجليزية)